# Tzalam (Sudzal)
Tzalam es una localidad del municipio de Sudzal en el estado de Yucatán, México.

## Toponimia
El nombre (Tzalam) proviene del idioma maya y se refiere al árbol del mismo nombre (Lysiloma latisiliquum).

## Hechos históricos
- En 1910 cambia su nombre de Tzalam a Tzalm.
- En 1921 cambia a Tzalán.
- En 1930 cambia a Tzalam.

## Demografía
Según el censo de 2005 realizado por el INEGI, la población de la localidad era de 0 habitantes.
| 98                          | 204 | 107 | 140 | 150 | 150 | 81 | 85 | 78 | 0 | 0 | 0 | 0 |
| (Fuente: INEGI [Consultar]) |     |     |     |     |     |    |    |    |   |   |   |   |